# 2,3-二甲基丁烷
2,3-二甲基丁烷是一种有机化合物，为己烷的同分异构体之一，化学式(CH3)2CHCH(CH3)2，是一种无色液体。它可由2,3-二甲基-1,3-丁二烯或2,3-二甲基-2-丁烯的加氢反应制备。